# Leucauge formosa
Leucauge formosa là một loài nhện trong họ Tetragnathidae.
Loài này thuộc chi Leucauge. Leucauge formosa được miêu tả năm 1863 bởi Blackwall.